# Seven Sisters (album)
Seven Sisters – drugi album studyjny szwedzkiej piosenkarki Mei, wydany w 1998 nakładem Columbia Records. Większość piosenek z płyty napisał i wyprodukował Douglas Carr. Międzynarodowe wydanie płyty ukazało się 27 kwietnia 1999.
Album promowany był czterema singlami, w tym „All ’Bout the Money”, który został odnotowany na wielu światowych listach przebojów.
Album dotarł do pierwszego miejsca listy Topp 40 Album w Norwegii, ponadto był notowany na Veckolista album w Szwecji i Suomen virallinen albumilista w Finlandii.

## Lista utworów
Spis sporządzono na podstawie materiału źródłowego:
| Nr  | Tytuł utworu                 | Autor(zy)                                  | Produkcja             | Długość |
| --- | ---------------------------- | ------------------------------------------ | --------------------- | ------- |
| 1.  | „Daughter of Mornin’”        | Douglas Carr, Janne Taneli-Juntilla, Meja  | Douglas Carr          | 2:31    |
| 2.  | „Luxury”                     | D. Carr, J. Taneli-Juntilla, Meja          | D. Carr               | 3:24    |
| 3.  | „Pop & Television”           | D. Carr, Meja                              | D. Carr               | 3:25    |
| 4.  | „All ’Bout the Money”        | D. Carr, Meja                              | D. Carr               | 2:52    |
| 5.  | „Beautiful Girl”             | Jonas Berggren, D. Carr, Meja              | John Amatiello        | 3:33    |
| 6.  | „Lay Me Down”                | Tom Kelly, Billy Steinberg, Meja           | D. Carr               | 2:54    |
| 7.  | „Intimacy”                   | Steinberg, Rick Nowels, Neil Geraldo       | D. Carr, J. Amatiello | 3:53    |
| 8.  | „Too Many Nights Late”       | D. Carr, Meja                              | D. Carr, J. Amatiello | 3:07    |
| 9.  | „Do the Angels Have a Home?” | Jörgen Elofsson, Lars Karlsson             | D. Carr, Meja         | 4:00    |
| 10. | „Caught Up in the Middle”    | D. Carr, Meja                              | D. Carr               | 3:50    |
| 11. | „Lullaby Song”               | D. Carr, J. Taneli-Juntilla, Meja          | D. Carr               | 2:39    |
| 12. | „Seven Sisters Road”         | Carr, J. Taneli-Juntilla, Teresa Cox, Meja | D. Carr               | 3:32    |
|     |                              |                                            |                       | 39:40   |

| Wersja amerykańska i europejska | Wersja amerykańska i europejska | Wersja amerykańska i europejska            | Wersja amerykańska i europejska | Wersja amerykańska i europejska |
| Nr                              | Tytuł utworu                    | Autor(zy)                                  | Produkcja                       | Długość                         |
| ------------------------------- | ------------------------------- | ------------------------------------------ | ------------------------------- | ------------------------------- |
| 1.                              | „Daughter of Mornin’”           | Douglas Carr, Janne Taneli-Juntilla, Meja  | Douglas Carr                    | 2:31                            |
| 2.                              | „Luxury”                        | D. Carr, J. Taneli-Juntilla, Meja          | D. Carr                         | 3:24                            |
| 3.                              | „Pop & Television”              | D. Carr, Meja                              | D. Carr                         | 3:25                            |
| 4.                              | „All ’Bout the Money”           | D. Carr, Meja                              | D. Carr                         | 2:52                            |
| 5.                              | „Beautiful Girl”                | Jonas Berggren, D. Carr, Meja              | John Amatiello                  | 3:33                            |
| 6.                              | „Lay Me Down”                   | Tom Kelly, Billy Steinberg, Meja           | D. Carr                         | 2:54                            |
| 7.                              | „Intimacy”                      | Steinberg, Rick Nowels, Neil Geraldo       | D. Carr, J. Amatiello           | 3:53                            |
| 8.                              | „Too Many Nights Late”          | D. Carr, Meja                              | D. Carr, J. Amatiello           | 3:07                            |
| 9.                              | „Do the Angels Have a Home?”    | Jörgen Elofsson, Lars Karlsson             | D. Carr, Meja                   | 4:00                            |
| 10.                             | „Caught Up in the Middle”       | D. Carr, Meja                              | D. Carr                         | 3:50                            |
| 11.                             | „Lullaby Song”                  | D. Carr, J. Taneli-Juntilla, Meja          | D. Carr                         | 2:39                            |
| 12.                             | „Seven Sisters Road”            | Carr, J. Taneli-Juntilla, Teresa Cox, Meja | D. Carr                         | 3:32                            |
| 13.                             | „How Crazy Are You?” (bonus)    | D. Carr, J. Taneli-Juntilla                | D. Carr                         | 3:54                            |
|                                 |                                 |                                            |                                 | 43:34                           |

## Sprzedaż i notowania
| Państwo   | Lista                         | Najwyższa pozycja | Certyfikat | Sprzedaż |
| --------- | ----------------------------- | ----------------- | ---------- | -------- |
| Finlandia | Suomen virallinen albumilista | 40                |            |          |
| Norwegia  | Topp 40 Album                 | 1                 | Złoto      | 10 000   |
| Szwecja   | Veckolista album              | 8                 | Złoto      | 40 000   |